# Sophona
Sophona é um gênero de traça pertencente à família Brachodidae.